# 강원특별자치도 부지사
강원특별자치도 부지사(江原特別自治道 副知事)는 강원특별자치도지사를 보좌하여 강원특별자치도청의 사무를 관장하는 고위공무원이다.
행정부지사와 경제부지사 등 총 2명의 부지사를 두며, 행정부지사는 국가직 가급 고위공무원으로, 경제부지사는 지방관리관으로 보한다.
강원특별자치도지사의 유고 시 행정부지사와 경제부지사의 순으로 그 직무를 대행한다. 그밖에 강원특별자치도 부지사는 아니지만 부지사급 직책인 강원특별자치도환동해본부장도 있다.

## 현직 부지사
- 행정부지사: 여중협
- 경제부지사: 김광래

## 역대 부지사

### 강원도 부지사
| 대수 | 이름           | 임기                             | 비고 |
| ---- | -------------- | -------------------------------- | --- |
| 1대  | 조종춘(趙鍾春) | 1945년 8월 16일 ~ 1945년 9월 2일 | 마지막 조선총독부 강원도 도참여관 겸 광공부장 8.15 전까지 도참여관 겸 광공부장, 내무부장, 도사무관직을 겸직 |

### 강원도 민정관
| 대수 | 이름           | 임기                              | 비고 |
| ---- | -------------- | --------------------------------- | ---- |
| 1대  | 이순권(李順權) | 1945년 9월 2일 ~ 1945년 10월 17일 |      |
| 2대  | 이순권(李順權) | 1945년 10월 18일 ~ 1946년 1월 2일 | 유임 |
| 대리 | 강치봉(姜致奉) | 1946년 1월 2일 ~ 1946년 2월 14일  |      |

### 강원도 기획조정관
| 대수 | 이름            | 임기                              | 비고                                    |
| ---- | --------------- | --------------------------------- | --------------------------------------- |
| 1대  | 김승기 (金昇基) | 1961년 5월 20일 ~ 1962년 2월 13일 | 육군 대령                               |
| 2대  | 김효영 (金孝榮) | 1962년 2월 14일 ~ 1964년 1월 10일 | 기획조정관을 폐지하고 부지사로 명칭변경 |

### 강원도 부지사
| 대수     | 이름           | 임기                                | 비고                         |
| -------- | -------------- | ----------------------------------- | ---------------------------- |
| 1대      | 박유식(朴有植) | 1964년 1월 11일 ~ 1966년 4월 26일   |                              |
| 직무대리 | 신철균(申徹均) | 1966년 4월 27일 ~ 1966년 5월 10일   | 도 내무국장으로 직무대리     |
| 직무대리 | 최양진(崔良振) | 1966년 5월 11일~ 1966년 5월 31일    | 부지사 직무대리로 발령       |
| 2대      | 최양진(崔良振) | 1966년 6월 1일 ~ 1971년 8월 11일    | 승진 발령                    |
| 3대      | 박종성(朴鍾星) | 1971년 8월 11일 ~ 1973년 10월 20일  |                              |
| 직무대리 | 전영춘(田英春) | 1973년 10월 21일 ~ 1973년 10월 31일 | 도 기획관리실장으로 직무대리 |
| 4대      | 고건(高建)     | 1973년 11월 1일 ~ 1973년 12월 16일  |                              |
| 5대      | 임성재(任成宰) | 1973년 12월 17일 ~ 1975년 11월 12일 |                              |
| 6대      | 전영춘(田英春) | 1975년 11월 13일 ~ 1977년 7월 19일  |                              |
| 7대      | 김형배(金亨培) | 1977년 7월 20일 ~ 1978년 8월 1일    |                              |
| 8대      | 유기천(劉基天) | 1978년 8월 2일 ~ 1980년 3월 12일    |                              |
| 9대      | 김보성(金保成) | 1980년 3월 13일 ~ 1980년 7월 9일    |                              |
| 직무대리 | 원락희(元珞喜) | 1980년 7월 10일 ~ 1980년 7월 31일   | 도 내무국장으로 직무대리     |
| 10대     | 김영진(金榮珍) | 1980년 8월 1일 ~ 1982년 2월 22일    |                              |
| 직무대리 | 성기방(成耆昉) | 1982년 2월 23일 ~ 1982년 3월 2일    | 도 내무국장으로 직무대리     |
| 11대     | 홍석표(洪晳杓) | 1982년 3월 3일 ~ 1983년 3월 6일     |                              |
| 12대     | 안치순(安致淳) | 1983년 3월 7일 ~ 1985년 1월 14일    |                              |
| 13대     | 한석용(韓錫龍) | 1985년 1월 17일 ~ 1985년 5월 25일   |                              |
| 14대     | 성기방(成耆昉) | 1985년 7월 8일 ~ 1985년 12월 13일   |                              |
| 15대     | 박진구(朴進球) | 1985년 12월 14일 ~ 1986년 10월 24일 |                              |
| 16대     | 범택균(范澤均) | 1986년 10월 25일 ~ 1986년 12월 23일 |                              |
| 17대     | 안경진(安京鎭) | 1986년 12월 24일 ~ 1988년 6월 3일   |                              |
| 18대     | 성기방(成耆昉) | 1988년 6월 4일 ~ 1993년 3월 15일    |                              |
| 19대     | 배계섭(裴桂燮  | 1993년 3월 16일 ~ 1995년 5월 18일   |                              |
| 20대     | 김진선(金振兟) | 1995년 7월 1일 ~ 1995년 7월 10일    |                              |

### 강원도 행정부지사
| 대수     | 이름           | 임기                                | 비고                         |
| -------- | -------------- | ----------------------------------- | ---------------------------- |
| 직무대리 | 김진선(金振兟) | 1995년 7월 11일 ~ 1995년 8월 1일    |                              |
| 21대     | 김진선(金振兟) | 1995년 8월 1일 ~ 1998년 3월 19일    |                              |
| 직무대리 | 조규영(趙圭榮) | 1998년 3월 19일 ~ 1998년 7월 8일    | 도 기획관리실장으로 직무대리 |
| 22대     | 임무룡(林茂龍) | 1998년 7월 9일 ~ 1999년 7월 12일    |                              |
| 직무대리 | 조규영(趙圭榮) | 1999년 7월 13일 ~ 1999년 10월 14일  |                              |
| 23대     | 조규영(趙圭榮) | 1999년 10월 15일 ~ 1999년 12월 31일 |                              |
| 직무대리 | 김태겸(金泰謙) | 2000년 1월 4일 ~ 2001년 5월 11일    | 이사관으로 직무대리          |
| 24대     | 김태겸(金泰謙) | 2001년 5월 11일 ~ 2002년 8월 2일    |                              |
| 25대     | 조명수(趙明洙) | 2002년 8월 3일 ~ 2005년 9월 11일    |                              |
| 직무대리 | 이형구(李炯求) | 2005년 9월 12일 ~ 2006년 6월 30일   |                              |
| 26대     | 이형구(李炯求) | 2006년 6월 30일 ~ 2007년 10월 24일  |                              |
| 27대     | 한봉기(韓奉璣) | 2007년 10월 24일 ~ 2008년 12월 11일 |                              |
| 28대     | 강기창         | 2008년 12월 11일 ~ 2011년 6월 9일   |                              |
| 29대     | 최두영         | 2011년 6월 10일 ~ 2013년 4월 23일   |                              |
| 30대     | 김정삼         | 2013년 4월 24일 ~ 2015년 8월 18일   |                              |
| 31대     | 배진환         | 2015년 8월 31일 ~ 2017년 3월 5일    |                              |
| 32대     | 송석두         | 2017년 3월 6일 ~ 2019년 1월 2일     |                              |
| 33대     | 김성호(金星鎬) | 2019년 2월 15일 ~ 2021년 8월 16일   |                              |
| 34대     | 최복수(崔福洙) | 2021년 8월 17일 ~ 2022년 6월 30일   |                              |
| 35대     | 김명선(金明善) | 2022년 8월 12일 ~ 2024년 12월 31일  |                              |
| 36대     | 여중협(呂重協) | 2025년 1월 6일 ~                    |                              |

### 강원도 정무부지사
| 대수     | 이름           | 임기                                | 비고                         |
| -------- | -------------- | ----------------------------------- | ---------------------------- |
| 직무대리 | 조규영(趙圭榮) | 1995년 7월 11일 ~ 1995년 11월 3일   |                              |
| 21대     | 남동우(南東佑) | 1995년 11월 4일 ~ 1997년 7월 15일   |                              |
| 22대     | 이돈섭(李敦燮) | 1997년 7월 16일 ~ 1998년 7월 14일   |                              |
| 23대     | 심재엽(沈在曄) | 1998년 7월 15일 ~ 1999년 12월 31일  |                              |
| 직무대리 | 권혁인(權赫仁) | 2000년 1월 2일 ~ 2000년 2월 14일    | 도 기획관리실장으로 직무대리 |
| 24대     | 최동규(崔東圭) | 2000년 2월 15일 ~ 2001년 4월 1일    |                              |
| 25대     | 박수복(朴壽福) | 2001년 4월 4일 ~ 2003년 7월 4일     |                              |
| 서리     | 김기선(金起善) | 2003년 7월 5일 ~ 2003년 7월 22일    |                              |
| 26대     | 김기선(金起善) | 2003년 7월 23일 ~ 2005년 1월 11일   |                              |
| 27대     | 조관일(趙寬一) | 2005년 1월 12일 ~ 2006년 3월 10일   |                              |
| 직무대리 | 최흥집(崔興集) | 2006년 3월 11일 ~ 2006년 7월 10일   | 도 기획관리실장으로 직무대리 |
| 28대     | 김대기         | 2006년 7월 11일 ~ 2008년 12월 10일  |                              |
| 29대     | 최흥집(崔興集) | 2008년 12월 11일 ~ 2009년 12월 22일 |                              |
| 30대     | 조용           | 2009년 12월 23일 ~ 2010년 9월 6일   |                              |

### 강원도 경제부지사
| 대수     | 이름            | 임기                              | 비고                         |
| -------- | --------------- | --------------------------------- | ---------------------------- |
| 31대     | 이근식 (李根植) | 2010년 9월 15일 ~ 2011년 5월 12일 |                              |
| 직무대리 | 김상표          | 2011년 5월 13일 ~ 2011년 6월 15일 | 도 기획관리실장으로 직무대리 |
| 32대     | 김상표          | 2011년 6월 16일 ~ 2014년 4월 17일 |                              |
| 직무대리 | 김성호          | 2014년 4월 18일 ~ 2014년 6월 21일 | 도 기획관리실장으로 직무대리 |
| 33대     | 김미영          | 2014년 7월 1일 ~ 2015년 6월 30일  |                              |
| 직무대리 | 김성호          | 2015년 7월 1일 ~ 2014년 7월 10일  |                              |
| 34대     | 맹성규          | 2015년 7월 13일 ~ 2017년 4월 21일 |                              |
| 직무대리 | 김성호          | 2017년 5월 1일 ~ 2017년 6월 22일  |                              |
| 35대     | 정만호          | 2017년 6월 22일 ~ 2020년 1월 13일 |                              |
| 36대     | 우병렬          | 2020년 1월 14일 ~ 2021년 2월 17일 |                              |
| 37대     | 김명중          | 2021년 3월 2일 ~ 2022년 6월 30일  |                              |
| 38대     | 정광열          | 2022년 7월 1일 ~ 2025년 7월 7일   |                              |
| 39대     | 김광래(金光來)  | 2025년 7월 14일 ~                 |                              |

## 같이 보기
- 강원특별자치도지사
- 강원특별자치도청
- 강원특별자치도환동해본부